# Musée du Montréal juif
 (avril 2022).
Le Musée du Montréal juif est un musée sur l'histoire des juifs à Montréal, fondé en 2010 par Zev Moses comme musée en ligne et en plein air.
En 2016, le musée déménage dans un espace dans l'édifice Vineberg à 4040, boulevard Saint-Laurent dans l'ancien quartier juif de Montréal, à l'intersection de l’avenue Duluth ,,.
En juin 2020, le musée est obligé de déménager. En août 2021, il trouve un nouvel espace plus au nord, dans le même quartier, à proximité du Parc du Portugal. Près d'un an plus tard, en juin 2022, il annonce avoir trouvé un autre emplacement encore plus au nord sur le boulevard Saint-Laurent dans le Mile End, dans l'ancien kiosque à journaux et restaurant Lux.